# Arquitetura quemer

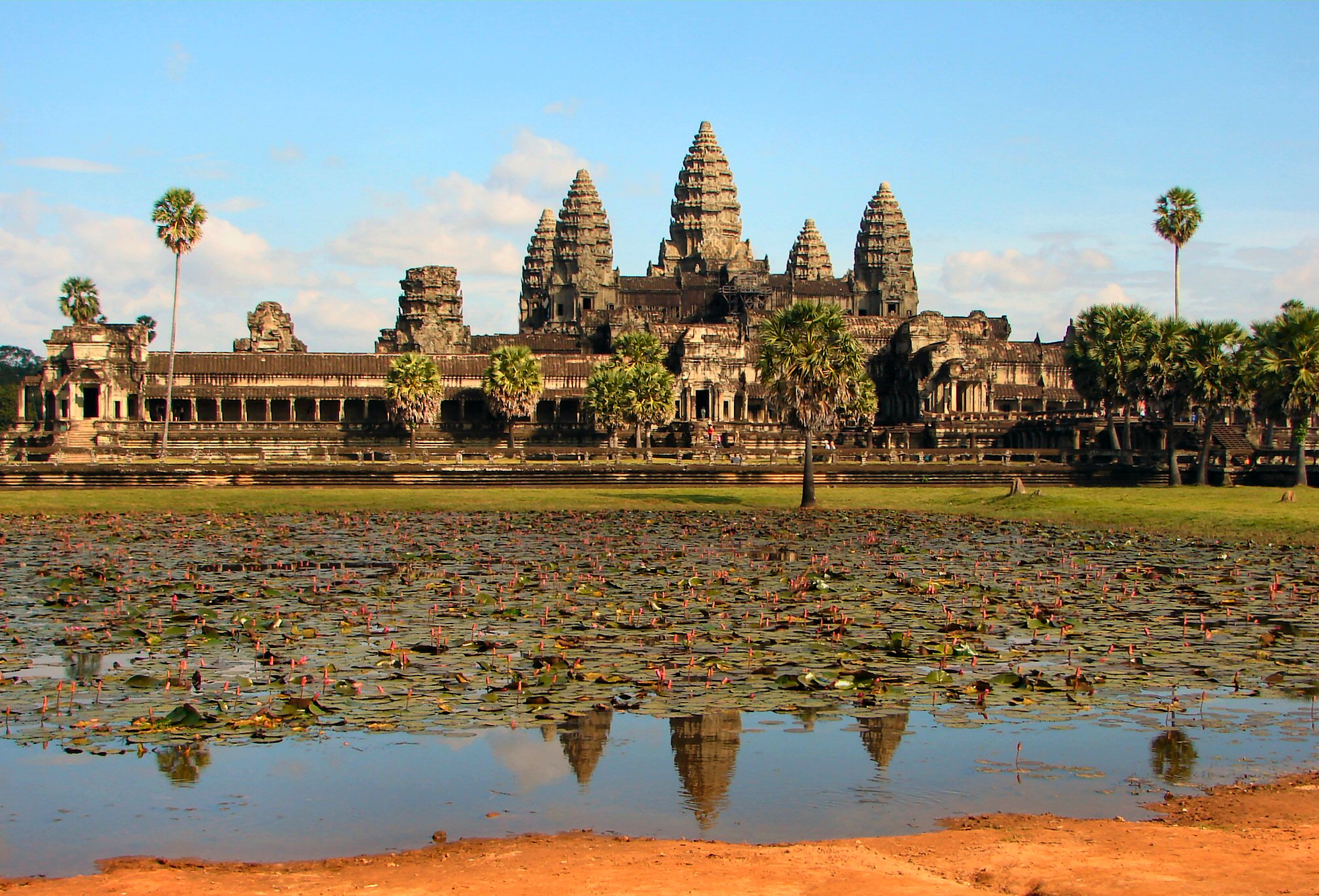
O templo do século XII de Angkor Wat é a obra-prima da arquitetura Angkoriana. Construído sob a direção do rei quemere Suriavarmã II, era para servir como mausoléu pessoal do monarca e, como um templo para o deus Hindu Víxenu

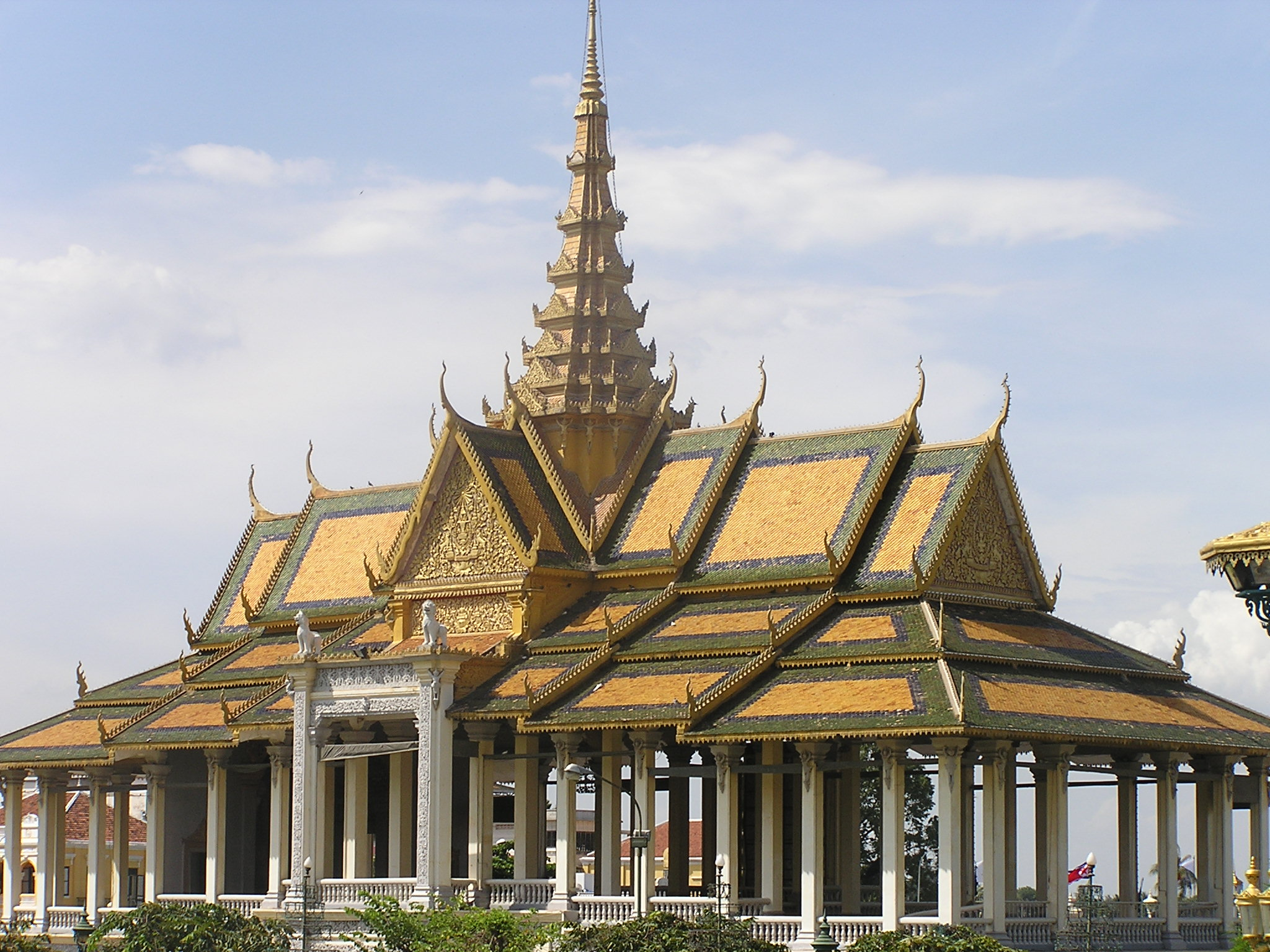
Estilo recente de arquitetura quemer

O período de Angkor é o período que inicia aproximadamente na segunda metade do século VIII e termina na primeira metade do século XV. O início pode ser definido em 802, quando o fundador do Império Quemer, Jaiavarmã II proclamou-se monarca universal (chacravartim) e declarou a sua independência de Java, e o final pode ser definido em 1431, quando invasores tailandeses do Reino de Aiutaia saquearam Angkor e causaram a fuga da elite quemer para Penome Pene.
Em qualquer estudo da arquitetura Angkoriana, o ênfase está necessariamente na arquitetura religiosa, já que os únicos edifícios remanescentes Angkorianos são de natureza religiosa. Durante o período de Angkor, somente templos e outros edifícios religiosos foram construídos de pedra.
Edifícios não religiosos, como habitações, foram construídas de materiais perecíveis como madeira, e por isso não sobreviveram.
A arquitetura de Angkor tem características, estruturas, elementos e motivos, que são identificados no glossário abaixo. Uma vez que um número de diferentes estilos arquitetônicos se sucederam durante o período Angkoreano, nem todos esses aspectos estão igualmente em evidência durante cada um destes período. Na verdade, os estudiosos se refere à presença ou ausência destas características como uma fonte de evidência para a datação das ruínas.

## Períodos
Estudiosos têm trabalhado para desenvolver uma periodização de estilos arquitetônicos Angkorianos. Seguintes períodos e estilos podem ser distinguidos. Cada um é nomeado para um templo especial, considerado como paradigmático para o estilo.
- Preah Ko estilo (877-886 AD): A cidade de Hariharalaya foi a primeira capital do império Quemer localizada na área de Angkor, suas ruínas estão na área agora chamada Roluos aproximadamente a quinze quilômetros sudeste da moderna cidade de Siem Reap. O templo mais antigo sobrevivente em Hariharalaya é Preah Ko, os outros são Bakong e Lolei. O estilo dos templos de Preah Ko é conhecidos por suas torres de tijolos pequenos e da grande beleza e delicadeza de suas vergas.
- Bakheng estilo (889-923): Bakheng foi o primeiro templo montanha construído na área de Angkor, situada ao norte de Siem Reap. Era o templo do rei Yasovarman, que construiu sua capital, Yasodharapura, em torno dele. Localizado em uma colina, é atualmente um dos mais ameaçados monumentos, tendo se tornado um dos lugares preferidos pelos turistas ávidos por assistirem a um pôr do sol em Angkor.
- Koh Ker estilo (921-944)
- Pre Rup estilo (944-968): Sob o Rei Rajendravarman, este monarca construiu os templos de Pre Rup, East Mebon e Phimeanakas.
- Banteay Srei estilo (967-1000): Banteay Srei é o único principal templo Angkorian construído por uma pessoa que não foi um monarca, mas por um cortesão. É conhecido por sua pequena escala e o refinamento extremo de suas esculturas decorativas, incluindo várias famosas narrativas em baixos-relevos descrevendo cenas da mitologia indiana.
- Khleang estilo (968-1010)
- Baphuon estilo (1050-1080): Baphuon, o enorme templo montanha do rei Udayadityavarman II, foi aparentemente, o templo que mais impressionou o viajante chinês Zhou Daguan, que visitou Angkor no final do século XIII. A ‘leveza’ de seus baixo-relevos contrastam com a rigidez das figuras típicas de alguns outros períodos.
- Clássico ou Angkor Wat estilo (1080-1175): Angkor Wat, o templo e, talvez, o mausoléu do rei Suryavarman II, é o maior dos templos de Angkor e define o que veio a ser conhecido como o estilo clássico da arquitectura Angkoriana. Outros templos neste estilo são Banteay Samre e Thommanon na área de Angkor, e Phimai na Tailandia.

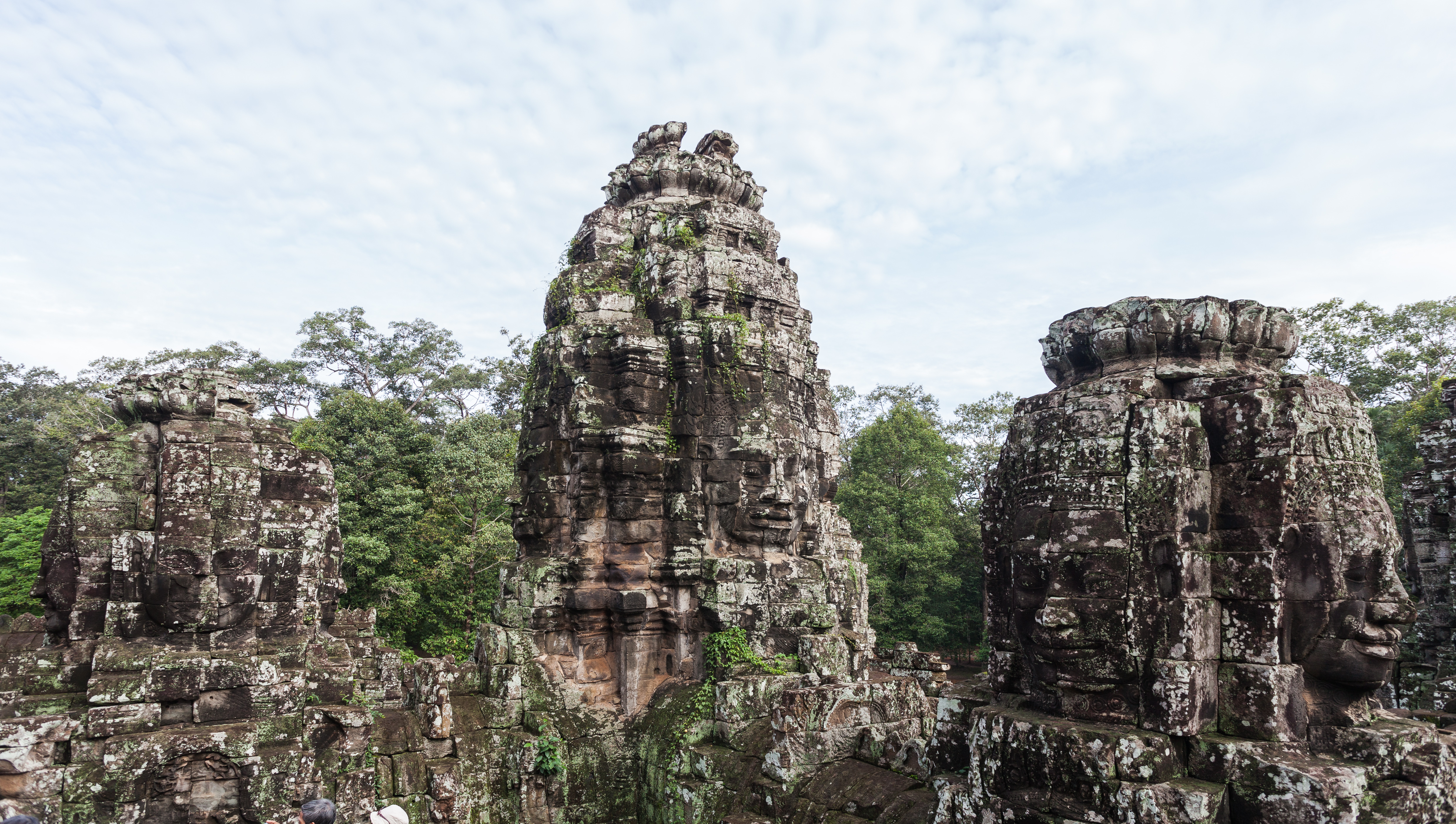
Bayon e os rostos de pedra

- Barroco ou Bayon estilo (1181-1243): No final do século XII, o rei Jayavarman VII livrou o país da ameaça de ocupação, por uma força invasora Champa. Em seguida, começou um programa de construção monumental e paradigmático, entre os quais o templo principal é o Bayon. Outras edificações no estilo do Bayon, incluem Ta Prohm, Preah Khan, Angkor Thom, e Banteay Chmar. Embora grandiosos e elaboradamente decorados, os templos exibem uma pressa de construção, que contrasta com a perfeição de Angkor Wat.
- Pós Bayon estilo (1243-1431): Após o período de construção frenética sob Jayavarman VII, a arquitetura Angkoriana entrou no seu período de declínio. O Terraço do Leper King, do século XIII, é conhecido por suas esculturas em relevo dos reis demônios, dançarinos e nagas.

## Materiais
Os construtores de Angkor utilizaram o tijolo, arenito, laterita e madeira como materiais. As ruínas que permanecem são as construídas de arenito, tijolo e laterita, as edificações de madeira deterioraram-se e desapareceram com o passar dos anos.

### Tijolo
Os primeiros templos Angkorianos foram feitas principalmente de tijolo. Bons exemplos são as torres dos templos de Preah Ko, Lolei e Bakong em Hariharalaya. Decorações eram geralmente esculpidas em um estuque aplicado ao tijolo, ao invés de no tijolo em si.
O Império Champa, situado ao leste de Angkor, era também o lar de numerosos templos de tijolos que são similares em estilo aos de Angkor, entre eles o santuário de Mi-sön, no Vietname. Uma história Cham cita que os dois países evitaram um conflito armado, por meio de um concurso, proposto pelo rei de Champa, Po Klaung Garai, para a construção de uma torre. Enquanto o Reino Quemer construiu uma torre padrão de tijolos, Po Klaung Garai liderou seu povo para construir uma réplica impressionante de papel e madeira. No final, a réplica Cham foi mais impressionante do que a real torre de tijolos quemeres, e o Império Champa venceu o concurso.

### Arenito
A pedra usada pelos construtores de Angkor era o arenito, obtido a partir das montanhas de Penome Culém, que estão situadas a 40 quilômetros em linha reta de Siem Reap. Desde que a sua obtenção era consideravelmente mais cara do que a de tijolo, o arenito apenas gradualmente entrou em uso, e no início só foi usado para determinados elementos arquitetônicos, como molduras de portas. O templo de Ta Keo construído no século X é o primeiro templo Angkoriano a ser construído quase que inteiramente de arenito.

### Laterite
Construtores Angkorian utilizaram laterita, uma argila que é suave quando tomada a partir do solo mas que endurece quando exposta ao sol, para fundações e outras partes ocultas dos edifícios. Porque a superfície de laterita é desigual, não era adequada para esculturas decorativas, a menos que primeiro fosse revestida com estuque. Laterita foi mais comumente usada nas províncias do Império Quemer de que nos templos de Angkor.

## Estruturas

### Santuário central
O santuário central de um templo Angkoriano era o lugar onde se situava a deidade principal do templo, aquela a quem foi dedicado o templo: tipicamente Shiva ou Vishnu, no caso de um templo hindu, Buda ou um bodhisattva no caso de um templo budista.
A divindade era representada por uma estátua (ou no caso de Shiva, ou mais comumente por um linga). Uma vez que o templo não era considerado um local de culto para o uso pela população, mas sim uma casa para a divindade, o santuário precisava apenas ser grande o suficiente para caber a estátua ou linga, e nunca foi mais do que alguns metros de largura e comprimento.
A sua importância era em vez transmitida, pela altura da torre elevando-se acima dela, pela sua localização no centro do templo, e pela maior decoração de suas paredes. Simbolicamente, o santuário representava o Monte Meru, a casa lendária dos deuses Hindu.

### Galeria

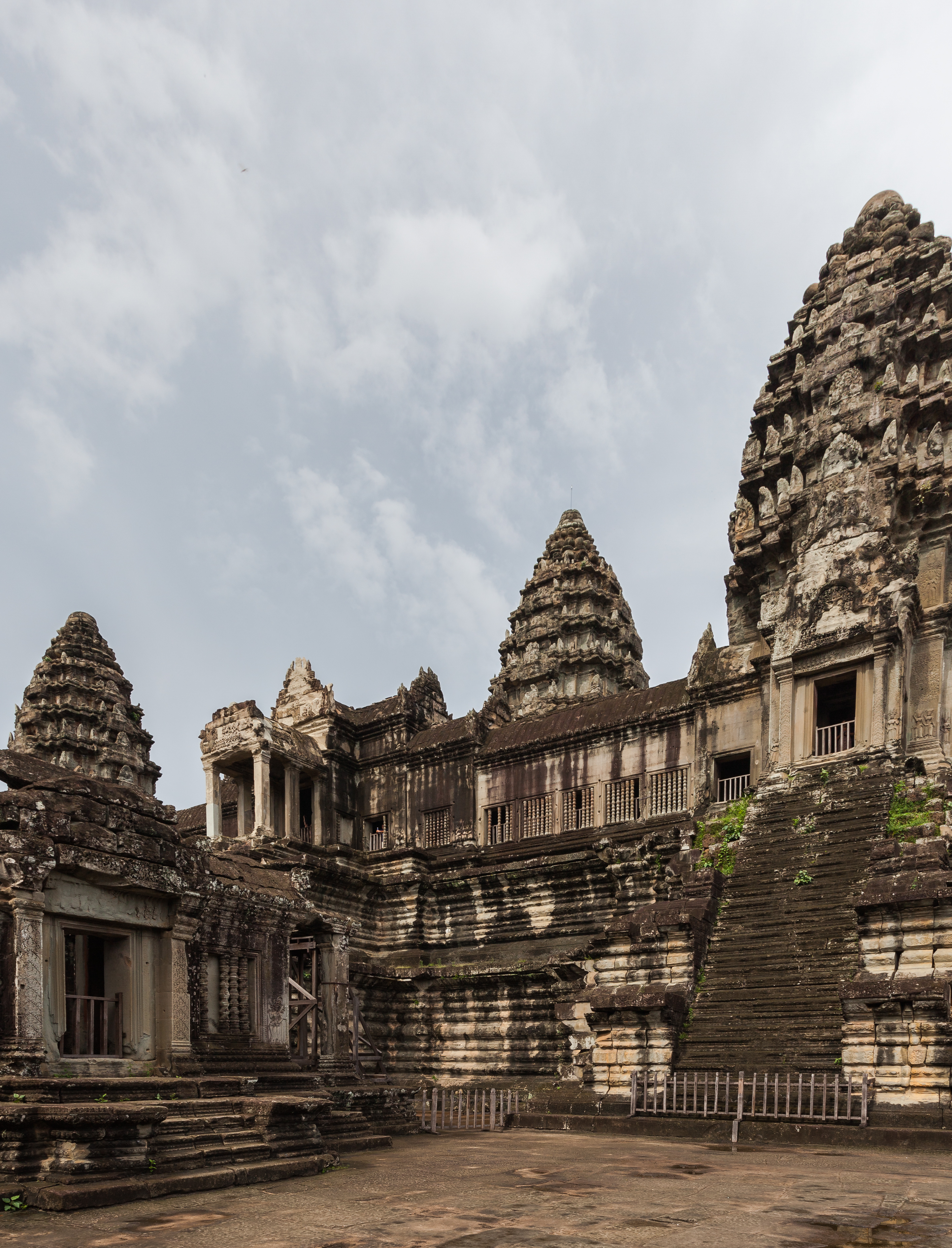
Galeria no Angkor Wat

A galeria é um corredor que corre ao longo da parede ou ao longo do eixo de um templo, muitas vezes aberta para um ou ambos os lados. Historicamente, a forma da galeria evoluiu durante o século X, com corredores cada vez mais longos ao lado das paredes que cercam o santuário central de um templo. Durante o período de Angkor Wat, na primeira metade do século XII, galerias abertas de um lado foram adicionadas as paredes para reforçar a estrutura do templo.

### Gopura

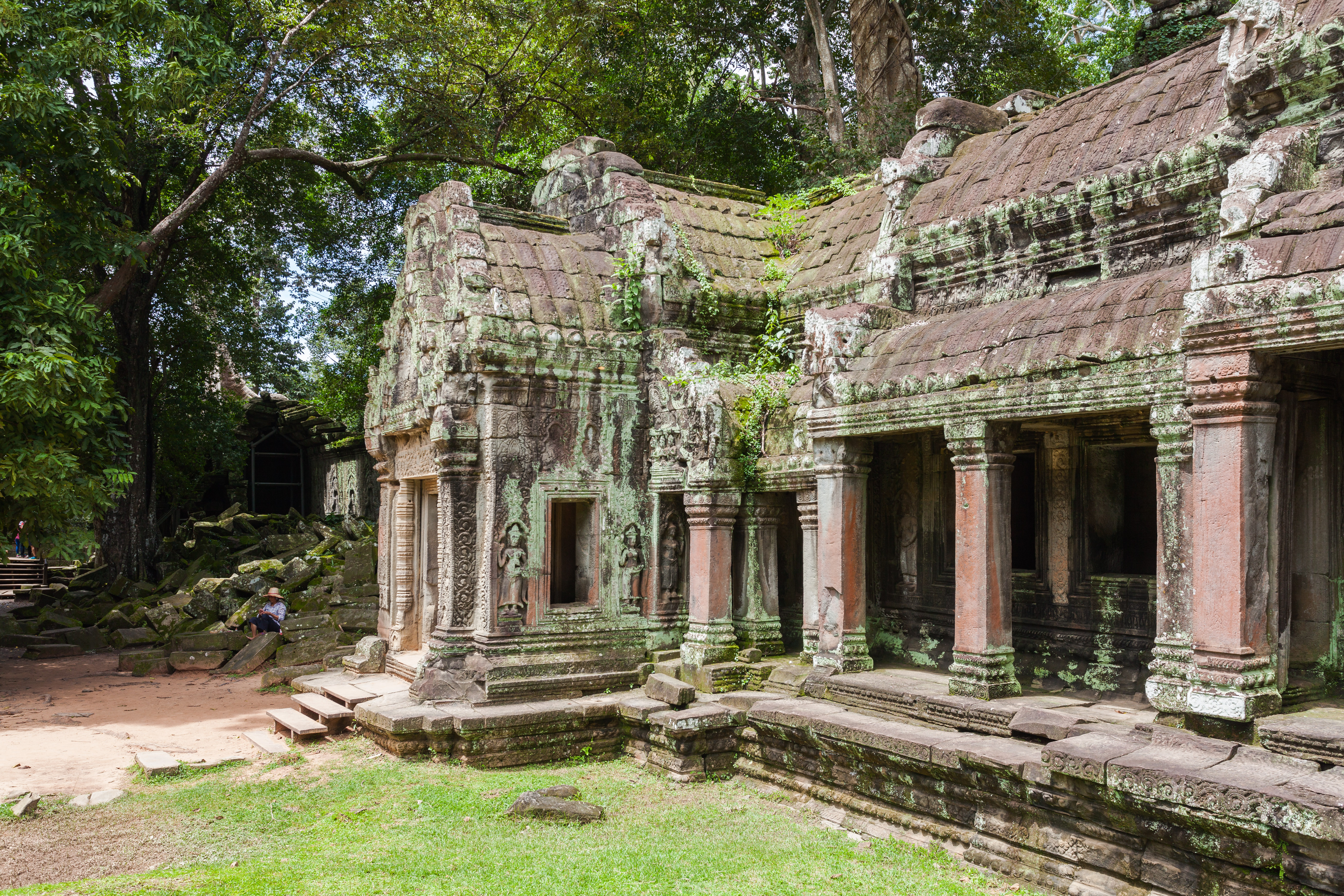
Um gopura conduz ao interno do templo de Ta Prohm

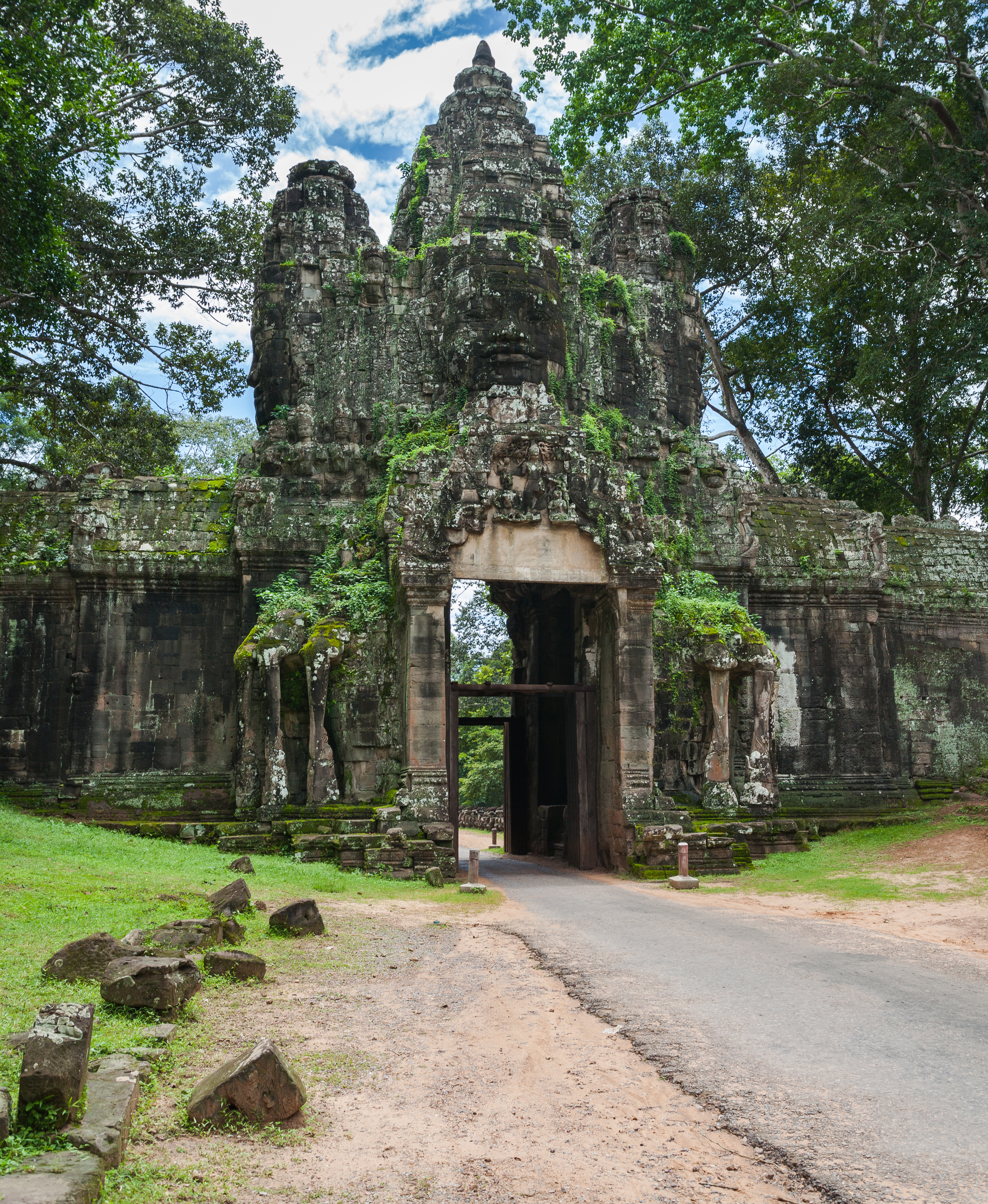
Muitos dos gopuras construídos sob Jayavarman VII até o final do século XII, como este em Angkor Thom, são adornados com rostos de Avalokiteshvara em pedras gigantescas

A gopura é o edifício de acesso ao templo. Em Angkor, a passagem através dos muros em torno de um templo é freqüentemente realizada por meio de um gopura impressionante, ao invés de apenas uma abertura na parede ou uma porta. Os muros em torno de um templo são muitas vezes construídos com uma gopura em cada um dos quatro pontos cardeais.
No plano, gopuras são geralmente em forma de cruz e com lados maiores ao longo do eixo da parede externa, se o muro é construído com uma galeria de acompanhamento, a galeria é por vezes ligada aos braços do gopura. Muitas das gopuras Angkorianos tem uma torre no centro da cruz. As vergas e frontões são decorados frequentemente, e as figuras da guarda (dvarapalas) são muitas vezes colocadas ou esculpidas em ambos os lados das portas.

### Casa de Fogo
Casa do Fogo, ou Dharmasala, é o nome dado a um tipo de construção encontrado somente em templos construídos durante o reinado do monarca Jayavarman VII no fim do século XII: Preah Khan, Ta Prohn e Banteay Chhmar . A Casa do Fogo tem paredes grossas, uma torre no extremo oeste e janelas para o lado sul.
Estudiosos acreditam que a Casa do Fogo funcionava como uma "casa de repouso" para os viajantes. Uma inscrição em Preah Khan fala de 121 casas de repouso nas estradas que entravam em Angkor. O viajante chinês Zhou Daguan expressou sua admiração por estas casas de repouso, quando ele visitou Angkor em 1296 AD. Uma outra teoria é que a Casa do Fogo tinha uma função religiosa como o repositório para chama sagrada usada em cerimônias sagradas. 

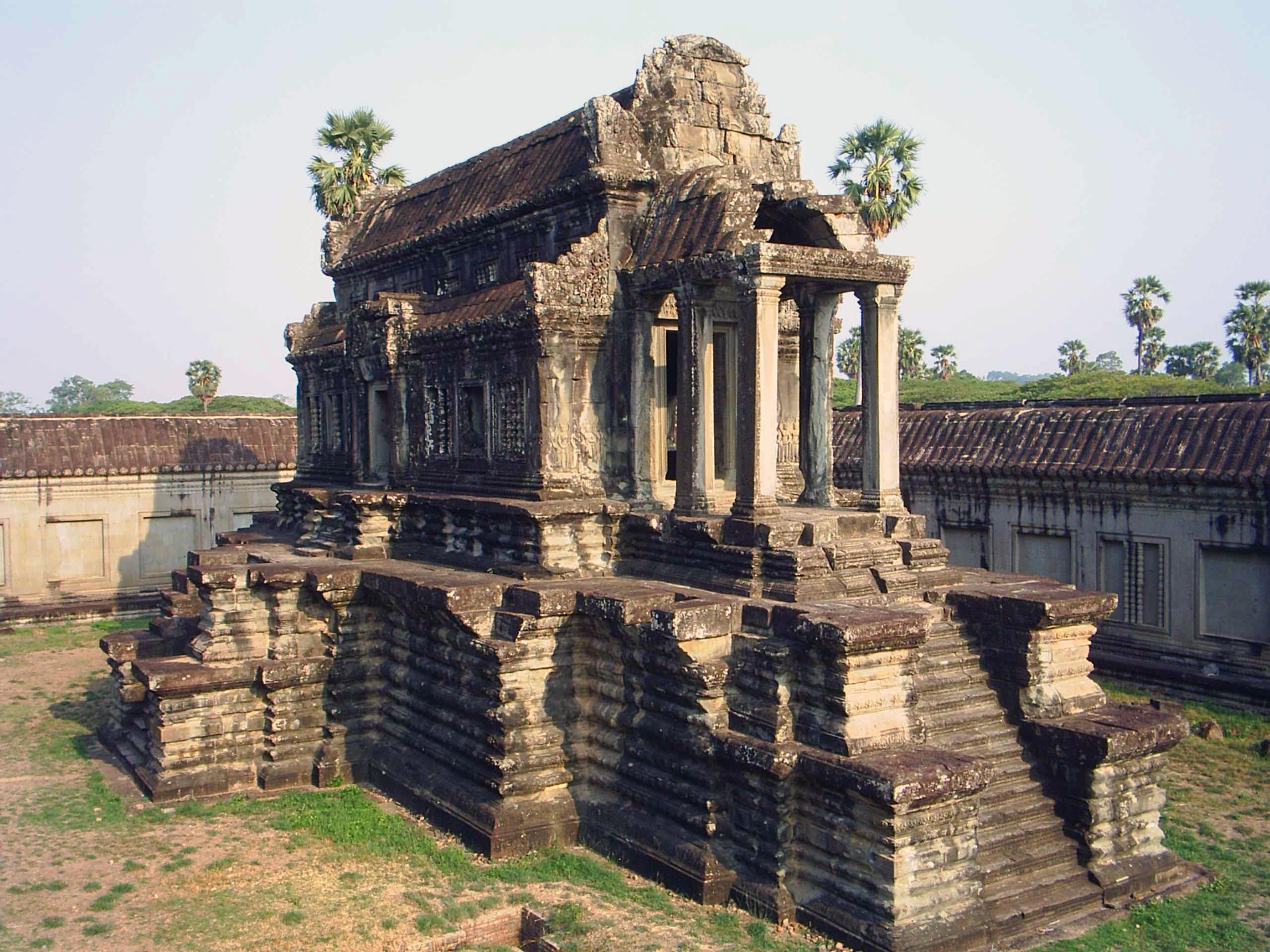
Excepcionalmente, as bibliotecas em Angkor Wat tem aberturas para o Oriente e o Ocidente

### Biblioteca
Estruturas convencionalmente conhecidas como "bibliotecas" são uma característica comum da arquitetura dos templos quemeres, mas seu verdadeiro propósito permanece desconhecido. Mais provável é que elas funcionassem como santuários religiosos e não estritamente como repositórios de manuscritos. Edifícios independentes, que normalmente eram colocados em pares de cada lado da entrada de um recinto, com a entrada abrindo para o oeste.

### Hall of Dancers
A Hall of Dancers é uma estrutura do tipo encontrado em certos templos do final do século XII, construídas pelo Rei Jayavarman VII: se encontram nos templos de Ta Prohm , Preah Khan , Banteay Kdei e Banteay Chhmar. Normalmente tinha um teto feitos de materiais perecíveis; e agora só as paredes de pedra permanecem. Os pilares das galerias são decoradas com desenhos entalhados das dançarinas (apsaras), daí estudiosos sugeriram que o salão em si pode ter sido usado para a dança.

### Srah e baray

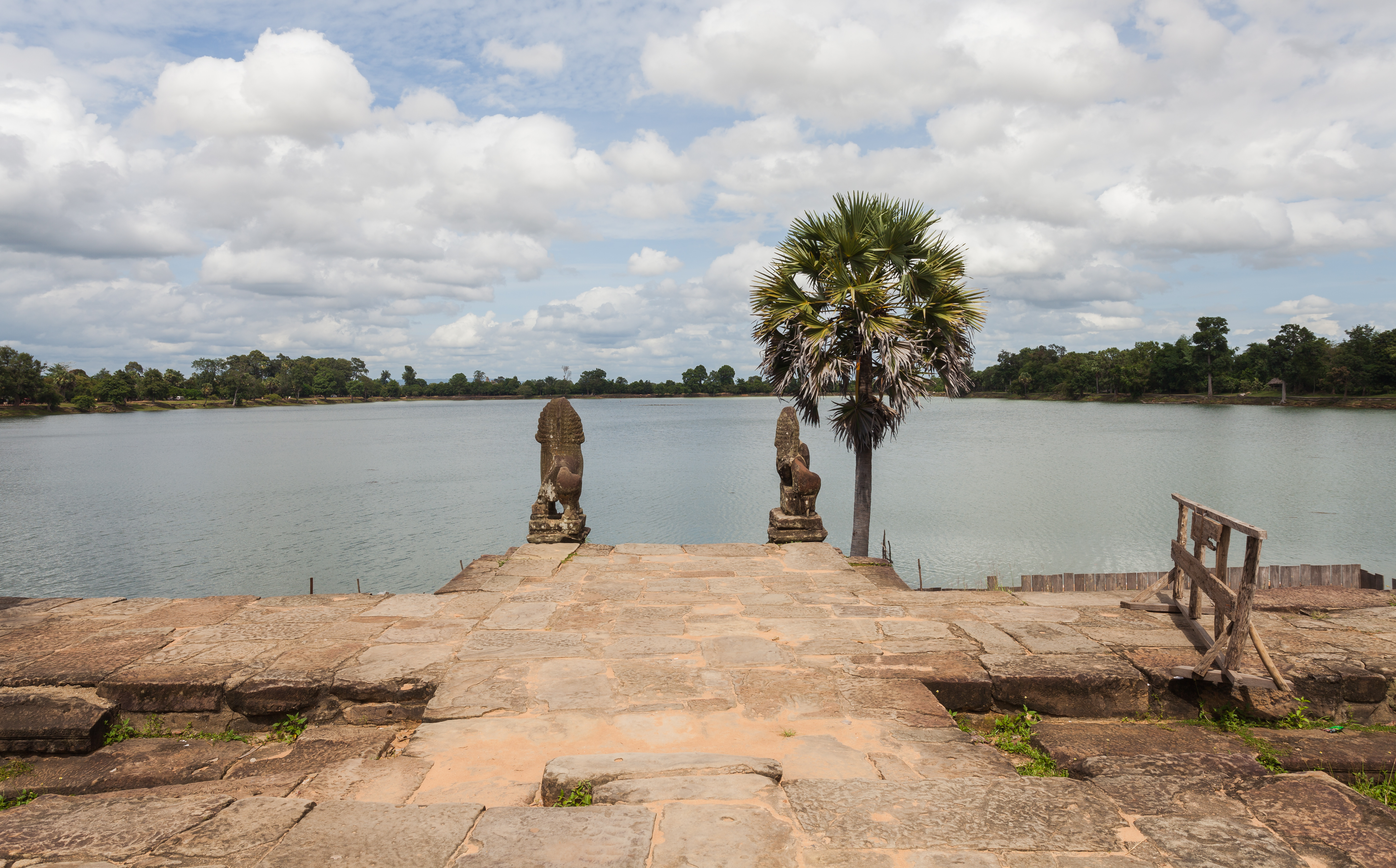
Vista do West Barey

Srahs e barays foram reservatórios, geralmente criado por escavação e aterro respectivamente. Não está claro se o significado destes reservatórios era religioso, agrícola, ou uma combinação dos dois.
Os dois maiores reservatórios de Angkor foram os East Baray e o West Baray, localizados em cada lado de Angkor Thom. O East Baray está seco agora.